# Pseudopaludicola
Pseudopaludicola là một chi động vật lưỡng cư trong họ Leiuperidae, thuộc bộ Anura. Chi này có 12 loài và không bị đe dọa tuyệt chủng.

## Hình ảnh

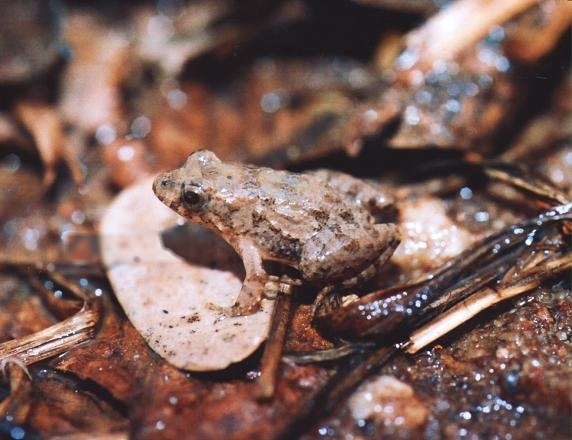
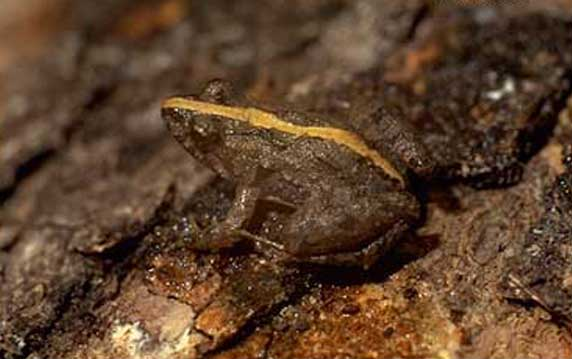